# Octavian Angheluță
Octavian Angheluță (n. 3 mai 1904, Brăila, România – d. 17 noiembrie 1979, București, România) a fost un pictor român, artist emerit (1954), profesor universitar la Institutul de Arte Plastice „Nicolae Grigorescu”, București.
„Lucrările lui Octav Angheluță se recunosc prin cromatica exuberantă și prin structura echilibrată, dar mai ales prin nota de umor”, nota criticul Adina Nanu în catalogul dedicat lui Octavian Angheluță. A absolvit Academia de Arte Frumoase din București în anul 1928.

## Biografie
Pictorul Octav Angheluță a fost fondator al Asociației Pictorilor și Sculptorilor români, împreună cu, Lucian Grigorescu, Dumitru Ghiață, Alexandru Moscu, Ion Țuculescu, Alexandru Ciucurencu, a fost directorul Pinacotecii Statului și profesor la catedra de pictură a Institutului de Arte Plastice Nicolae Grigorescu din București.

### Cronologie biografică
- 1910-1914 - face școala primară la Brăila;
- 1914-1924 - întreprinde studii liceale la Bacău, Roman și Huși;
- 1924-1927 - urmează cursurile Academiei de Arte Frumoase din București și frecventează în același timp Facultatea de Litere și Filosofie din București
- 1929 - primește Premiul Simu pentru lucrările "Colț de atelier" și "Natură moartă" expuse la Salonul oficial
- 1929-1936 - îndeplinește funcția de profesor de desen la Liceul de Băieți din Câmpina;
- 1931 - deschide expoziție personală de pictură la Câmpina cu 60 de lucrări;
- 1932, 1936, 1937, 1939 - primește diferite premii la Saloanele oficiale;
- 1940-1949 - în timpul celui de al doilea război mondial se stabilește la Râmnicu Vâlcea și după război este mobilizat pentru lucru, având în grijă colecțiile de artă ale Pinacotecilor Statului din București și Iași și ale Muzeelor Kalinderu și Aman;
- 1949 - este numit conservator la Galeria națională a Muzeului de Artă al RSR, lucrând alături de pictorul Marius Bunescu;
- 1952, 1953 - primește Premiul de Stat Clasa a II-a;
- 1952-1972 - este profesor la Catedra de Pictură și Compoziție a Institutului de Arte Plastice București;
- 1954 - primește Ordinul Muncii Clasa a II-a;
- 1954 - este recunoacut ca artist emerit;
- 1965 - primește ordinul Steaua Republicii RSR, clasa a II-a;

Întreprinde de-a lungul timpului o serie de călătorii de studii, astfel, în 1931, 1938 - Franța, Olanda, Italia; 1946 - Bulgaria; 1956 - Austria, Ungaria; 1953, 1958, 1959 - Moscova, Leningrad, Kiev, Praga; 1945, 1946 - Sofia; 1960 - Cehoslovacia.
Deschide o mulțime de expoziții de grup în România după cum urmează:
- 1929, 1931, 1932, 1935-1940, 1943-1945, 1947 - expune la Salonul Oficial;
- 1938, 1940 1943-1945 - participă la expoziția "Tinerimii Române";
- 1940 - participă la expoziția "Grupului Nostru";
- 1948 - participă cu lucrări la Expoziția anuală de stat și grupul "Flacăra";
- 1950, 1962 - participă la Expoziția anuală de Stat;

Deschide expoziții personale: 
- 1931, 1933, 1934 - Câmpina;
- 1935 - Sala Mozart;
- 1937 - Sala Dalles;
- 1939 - Sala Dalles;
- 1940 - Sala Dalles;
- 1942 - Sala Dalles;
- 1946 - Ateneu;
- 1958 - Sala Magheru;
- 1962, 1967, 1970, 1974 - București.

Deschide expoziții în străinătate:
- 1946 - Sofia;
- 1952 - Helsinki;
- 1954 - bienala din Veneția;
- 1955 - Varșovia;
- 1956 - Viena;
- 1958 - Moscova, Praga, Budapesta, Viena, Berlin;
- 1959 - Belgrad și Minsk;
- 1960 - Praga, Bratislava, Berlin.

## Picturi
- Micuța cusătoreasă - ulei pe pânză, 44 × 39 cm, 1940
- Piața Tomis - ulei pe pânză, 50,5 × 74,5 cm, 1975
- Colț de atelier
- Natură moartă
- Păpușa

## Distincții
- Ordinul „Meritul Cultural” în gradul de Medalie cl. I, pentru artă (1 februarie 1943)[3]
- Ordinul Muncii clasa a II-a (9 iunie 1954) „pentru merite deosebite în domeniul artelor plastice”[4]
- titlul de Artist Emerit al Republicii Populare Romîne (26 august 1954) „pentru merite excepționale în domeniul dezvoltării artei”[5]
- Ordinul „Steaua Republicii Populare Române” clasa a II-a (28 iunie 1965) „pentru activitate îndelungată și merite deosebite în dezvoltarea învățămîntului superior artistic”[6]
- Ordinul „Meritul Cultural” clasa a III-a (1968) „pentru activitate deosebită în domeniul artelor plastice”[7]